# Esgrima nos Jogos Pan-Americanos de 2011 - Espada por equipes feminino
A competição da espada por equipes feminino foi um dos eventos da esgrima nos Jogos Pan-Americanos de 2011, em Guadalajara. Foi disputada no Ginásio de Usos Múltiplos no dia 27 de outubro.

## Calendário
Horário local (UTC-6).
| Data          | Horário | Fase              |
| ------------- | ------- | ----------------- |
| 29 de outubro | 8:30    | Quartas-de-finais |
| 29 de outubro | 10:10   | 5º ao 8º lugar    |
| 29 de outubro | 10:20   | Semifinais        |
| 29 de outubro | 11:50   | 7º lugar          |
| 29 de outubro | 11:50   | 5º lugar          |
| 29 de outubro | 11:50   | Bronze            |
| 29 de outubro | 19:00   | Final             |

## Medalhistas
|  | USA Estados Unidos                             |  | CAN Canadá                                                     |  | MEX México                                                    |
|  | Lindsay Campbell Courtney Hurley Kelley Hurley |  | Daria Jorquera Sandra Sassine Sherraine Schalm Ainsley Switzer |  | Alexandra Avena Alely Hernández Andrea Millán Alejandra Terán |

## Chave
Na competição, somente o Brasil e os Estados Unidos disputaram com três atletas. Os demais países, disputaram com quatro.

### Finais
|  | Quartas-de-final | Quartas-de-final   | Quartas-de-final |            |               | Semifinais         | Semifinais          | Semifinais          |                     |  | Final | Final              | Final |
|  |                  |                    |                  |            |               |                    |                     |                     |                     |  |       |                    |       |
|  | 1                | USA Estados Unidos | 45               |            |               |                    |                     |                     |                     |  |       |                    |       |
|  | 8                | CUB Cuba           | 35               |            |               |                    |                     |                     |                     |  |       |                    |       |
|  | 8                | CUB Cuba           | 35               |            | 1             | USA Estados Unidos | 45                  |                     |                     |  |       |                    |       |
|  |                  |                    |                  |            | 1             | USA Estados Unidos | 45                  |                     |                     |  |       |                    |       |
|  |                  | 4                  | ARG Argentina    | 17         |               |                    |                     |                     |                     |  |       |                    |       |
|  | 4                | 4                  | ARG Argentina    | 17         | ARG Argentina | 39                 |                     |                     |                     |  |       |                    |       |
|  | 4                |                    |                  |            | ARG Argentina | 39                 |                     |                     |                     |  |       |                    |       |
|  | 5                | BRA Brasil         | 38               |            |               |                    |                     |                     |                     |  |       |                    |       |
|  |                  |                    |                  |            |               |                    |                     |                     |                     |  | 1     | USA Estados Unidos | 45    |
|  |                  |                    | 2                | CAN Canadá | 36            |                    |                     |                     |                     |  |       |                    |       |
|  | 3                | MEX México         | 45               |            |               |                    |                     |                     |                     |  |       |                    |       |
|  | 6                | VEN Venezuela      | 28               |            |               |                    |                     |                     |                     |  |       |                    |       |
|  | 6                | VEN Venezuela      | 28               |            | 3             | MEX México         | 37                  |                     |                     |  |       |                    |       |
|  |                  |                    |                  |            | 3             | MEX México         | 37                  |                     |                     |  |       |                    |       |
|  |                  | 2                  | CAN Canadá       | 45         |               |                    | Disputa pelo bronze | Disputa pelo bronze | Disputa pelo bronze |  |       |                    |       |
|  | 7                | CHI Chile          | 35               |            |               |                    | 4                   | ARG Argentina       | 32                  |  |       |                    |       |
|  | 2                | CAN Canadá         | 45               |            |               |                    |                     |                     |                     |  | 3     | MEX México         | 45    |

### Classificação 5º – 8º
|  | Classificação | Classificação | Classificação |  |  | 5º lugar | 5º lugar      | 5º lugar |
|  |               |               |               |  |  |          |               |          |
|  | 8             | CUB Cuba      | 45            |  |  |          |               |          |
|  | 5             | BRA Brasil    | 35            |  |  |          |               |          |
|  |               |               |               |  |  | 8        | CUB Cuba      | 45       |
|  |               |               |               |  |  | 7        | CHI Chile     | 39       |
|  | 6             | VEN Venezuela | 41            |  |  |          |               |          |
|  | 7             | CHI Chile     | 45            |  |  | 7º lugar | 7º lugar      | 7º lugar |
|  |               |               |               |  |  | 5        | BRA Brasil    | 45       |
|  |               |               |               |  |  | 6        | VEN Venezuela | 43       |